# Pico Bolívar
Pico Bolívar is met 4978 meter de hoogste berg van Venezuela. De hoogte werd gemeten door Diego Deiros en Carlos Rodríguez en Napoleón Hernández in 2002. De berg is vernoemd naar de nationale held Simón Bolívar. Pico Bolívar ligt in de Sierra Nevada de Mérida, de noordoostelijke uitlopers van het Andesgebergte, niet ver van Mérida, hoofdstad van de gelijknamige deelstaat.
In 1960 werd de Teleférico de Mérida geopend. Deze kabelbaan steeg vanuit Mérida naar een hoogte van 4765 meter. Vanaf het eindpunt was er een goed zicht op de Pico Bolívar. Tot 2008 was dit de langste en hoogste kabelbaan ter wereld, maar in dat jaar werd hij gesloten vanwege ouderdom.
In 2011 werd een project gestart voor een volledige modernisering van de kabelbaan. Na meerdere keren uitstel werd de kabelbaan in april 2016 heropend voor het publiek. Het is wederom de hoogste kabelbaan ter wereld.